# 特雷弗·霍恩

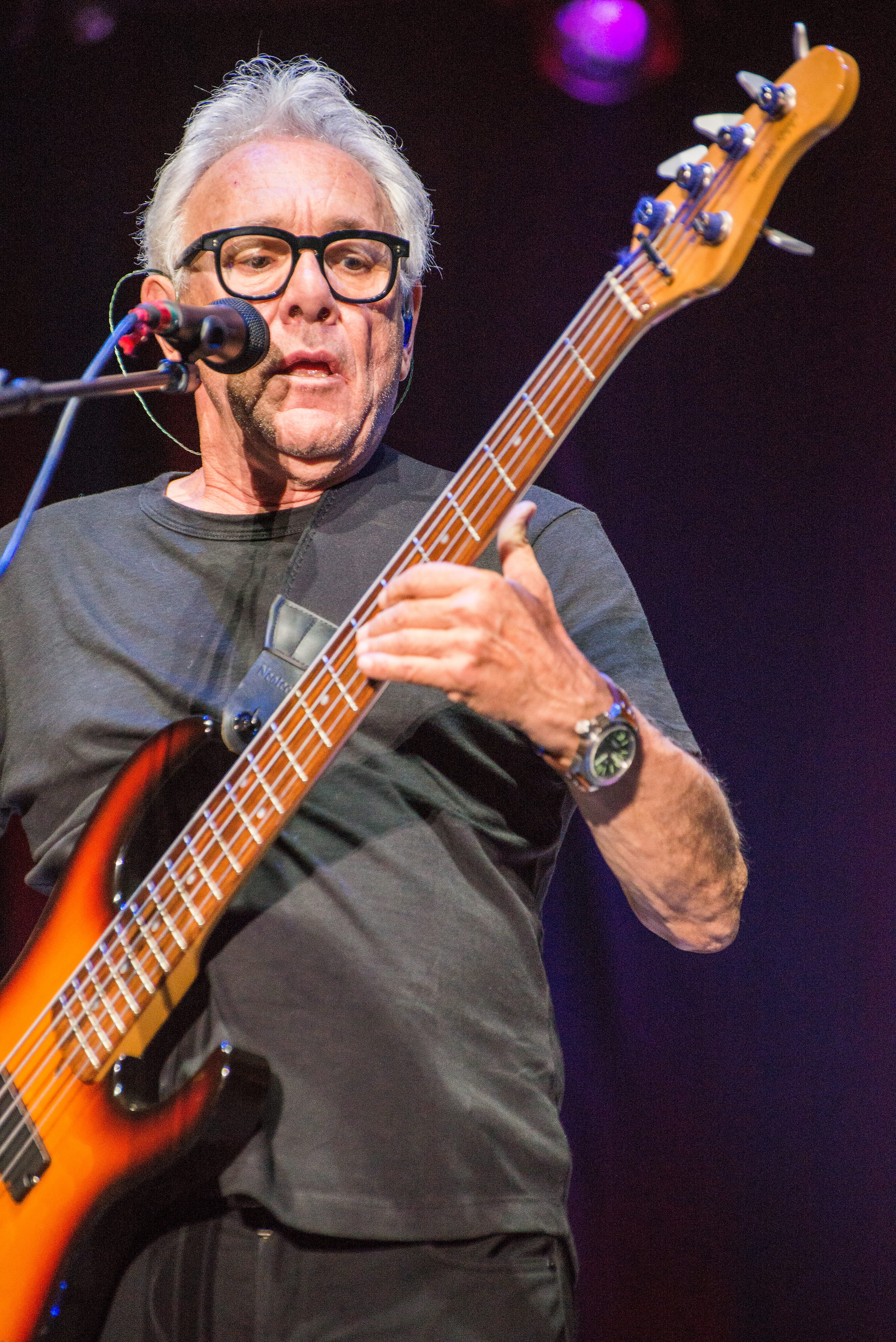
特雷弗·霍恩

特雷弗·查尔斯·霍恩 (Trevor Charles Horn，1949年7月15日—) 是一位英国唱片制作人和音乐家。  
霍恩从小就开始弹電貝斯，并自学视奏。 20 世纪70 年代，他成為一名录音室乐手，並建立了自己的录音室，为多位艺术家创作单曲。他後來還成為前卫摇滚乐队Yes的主唱。
1981年，霍恩成为一名全职音樂制作人，为 Yes、格蕾丝·琼斯制作了多首歌曲和专辑。他也与席尔、 T.A.T.u.和黎安·萊姆絲合作创作了多首歌曲。
霍恩於1983 年、1985 年和1992年獲得全英音樂獎最佳英国制作人奖。1995年凭借歌曲《玫瑰之吻》获得格莱美奖，2010年又獲得艾弗·诺韦洛奖。 